# Petra Hinze (Skilangläuferin)
Petra Hinze (verheiratet Bartels) (* 20. April 1955 in Aue) ist eine ehemalige deutsche Skilangläuferin, die von 1972 bis 1975 für die Nationalmannschaft der DDR startete. Ihr größter Erfolg ist der Gewinn der WM-Silbermedaille mit der Staffel 1974 in Falun.

## Juniorenbereich
Petra Hinze begann mit dem Skilanglauf bei der BSG Motor Bockau, wo sie unter Trainer Axel Mensky ihre ersten Erfahrungen sammelte. Erstmals machte Hinze in der Wintersportsaison 1969/70 als Bezirksmeisterin im Jugendbereich auf sich aufmerksam. Des Weiteren gewann sie in dieser Saison im Januar 1970 beim prestigeträchtigen Mühlleitener Damenskirennen im Jugendbereich die Läufe über 5 und 7 Kilometer. In der Folgesaison 70/71 startete Hinze bereits für die Junioren-Nationalmannschaft der DDR. Angesichts ihrer Leistungen wurde sie für die IV. Junioren-Europameisterschaften, die vom 5. bis 7. Februar 1971 im bayrischen Nesselwang stattfanden, in das zehnköpfige DDR-Aufgebot nominiert. Zur dort antretenden DDR-Auswahl zählte unter anderem die spätere Olympiasiegerin Barbara Petzold, die neben Margitta Rösch zur Oberwiesenthaler Trainingsgruppe unter den Trainern Christine und Heinz Nestler gehörte. Bei der EM selbst, bei der die Klingenthaler Läuferin Marita Dotterweich über 5 km Silber gewann, belegte Hinze über die 5 km den 14. Platz. In der 3 × 5-km-Staffel, die in der Besetzung Petzold/Rösch/Dotterweich ebenfalls Silber holte, fand die erst 15-jährige Hinze keine Berücksichtigung. In der Olympiasaison 1971/72 waren als Höhepunkte das Mühlleitener Damenskirennen, die DDR-Meisterschaften der Senioren, die DDR-Jugendmeisterschaften und die V. Junioren-Europameisterschaften im italienischen Tarvisio vorgesehen. Doch sowohl das Damenskirennen als auch die Meisterschaften der Senioren fielen buchstäblich ins Wasser. Bei den Jugendmeisterschaften, die vor heimischer Kulisse in Oberwiesenthal stattfanden, gewann Hinze über die 5 km und mit der Staffel jeweils Gold. In die Junioren-Europameisterschaft startete Hinze mit einem 4. Platz über 5 Kilometer-Distanz. Ihre Mannschaftskameradin Marita Dotterweich holte wie im Vorjahr Silber über diese Strecke. Auf Grund dieser Leistung wurde nun Hinze in der Staffel eingesetzt. Diese gewann ebenfalls wie im Vorjahr Silber, diesmal in der Besetzung Krause/Dotterweich/Hinze. Barbara Petzold fand keine Berücksichtigung in der Staffel.

## Seniorenbereich
Nach der Olympiasaison gab es bedingt durch das eher enttäuschende Abschneiden der Langlauffrauen bei den Olympischen Spielen in Sapporo einen großen personellen Umbruch. Das über Jahre dominierende Trio Anni Unger, Renate Fischer und Gabriele Haupt, welches 1970 Vizeweltmeister in der Staffel geworden war, wurde im November 1972 aus der Nationalmannschaft verabschiedet. Dafür rückten nun Talente wie Veronika Schmidt, Sigrun Krause, Barbara Petzold, Marita Dotterweich, Margitta Rösch und auch die 17-jährige Petra Hinze in die Mannschaft auf. Der Altersdurchschnitt betrug 17,5 Jahre. Und kurz nach dem Jahreswechsel sorgte Petra Hinze am 5. Januar 1973 beim traditionsreichen Mühlleitener Damenskirennen für die erste Überraschung. Sie gewann die Strecke über 10 Kilometer mit 39 Sekunden Vorsprung vor der dreifachen Olympiasiegerin von Sapporo, Galina Kulakowa, die allerdings erst wenige Stunden zuvor am Austragungsort eingetroffen war. Seit 1962 war das der erste Sieg für eine DDR-Läuferin auf dieser Distanz. Über die 5-km-Strecke, die am darauffolgenden Tag gelaufen wurde, belegte Hinze den 4. Platz, mit nur drei Sekunden Rückstand auf Bronze. In der Staffelentscheidung, die erstmals mit 4 Läuferinnen in der Besetzung Birgit Hunger/Margitta Rösch/Petra Hinze/Marita Dotterweich ausgetragen wurde, belegte die DDR-Staffel am Ende den vierten Platz. Die 25. DDR-Meisterschaften, die Anfang Februar 1973 in Schmiedefeld stattfanden, begannen für Hinze mit einer Enttäuschung. Über 10 Kilometer kam sie mit reichlich zwei Minuten Rückstand abgeschlagen ins Ziel. Über die halbe Distanz von 5 Kilometern lief es dann besser, hinter Doppelmeisterin Sigrun Krause gewann Hinze mit Silber ihre erste Meisterschaftsmedaille. Der erste Meistertitel ließ letztlich auch nicht lange auf sich warten. Um die von SC Dynamo Klingenthal zum SC Traktor Oberwiesenthal gewechselte Anni Unger hatte Trainer Heinz Nestler mit Margitta Rösch, Barbara Petzold und eben Petra Hinze eine schlagkräftige Staffel aufgebaut. Und diese Staffel gewann prompt Gold, Petra Hinze konnte ihren ersten DDR-Meistertitel feiern. Ende Februar 73 startete Hinze zum Saisonhöhepunkt zu den Skispielen nach Falun. Ein Jahr vor den dort stattfindenden Weltmeisterschaften fand sich die Weltelite ein, um die neugebauten Anlagen ausgiebig zu testen. Gleichzeitig dienten die Faluner Skispiele als erste Standortbestimmung für die neuformierte, sehr junge Damennationalmannschaft in der internationalen Langlaufszene. Nach eher durchwachsenen Einzelplatzierungen brachte Hinze als Schlussläuferin die Staffel auf den vierten Platz hinter den Staffeln aus der Sowjetunion, Finnland und Norwegen, aber noch 4 Sekunden vor der lautstark gefeierten einheimischen Staffel aus Schweden ins Ziel.
Zum Auftakt der WM-Saison 1973/74 startete Hinze wieder beim Damenskirennen in Mühlleiten. Nach Platz 15 über 10 Kilometer und gar nur Platz 17 über 5 Kilometer belegte sie mit der Staffel wie im Vorjahr einen respektablen 4. Platz. Trotz dieses etwas ernüchternden Saisonstarts sollte 1974 Hinzes erfolgreichstes Jahr werden. Die 26. DDR-Skimeisterschaften, die von Ende Januar bis Anfang Februar in Klingenthal stattfanden, sahen eine Petra Hinze in Hochform. Sie konnte sich beide Einzeltitel über 5 und 10 Kilometer sichern, in der Staffel gewann sie Silber. So konnte dann auch die Nominierung für die Nordischen Skiweltmeisterschaften im schwedischen Falun kaum überraschen. Neben Hinze gehörten noch Veronika Schmidt, Barbara Petzold, Sigrun Krause und Monika Debertshäuser zur Damenmannschaft.
Die Weltmeisterschaften liefen für Hinze zunächst nicht so gut an. Während Mannschaftskameradin Barbara Petzold mit Platz 4 über 5 Kilometer die bis dahin beste Einzelplatzierung einer DDR-Läuferin bei Weltmeisterschaften erreichen konnte und auch Veronika Schmidt mit Platz 7 ein respektables Ergebnis erzielte, reichte es für Hinze nur zu Platz 30. Nicht unerwartet wurde sie daher für den Lauf über 10 Kilometer nicht nominiert, an ihrer Stelle wurde Monika Debertshäuser eingesetzt. Bei dieser Laufentscheidung gewann Barbara Petzold die Silbermedaille. Durch Platz 5 für Veronika Schmidt und Platz 7 für Sigrun Krause brachte die DDR-Mannschaft damit schon fast sensationell 3 Damen unter die ersten Zehn. Dennoch entschieden sich anschließend die Verbandstrainer bei der Staffelentscheidung für Petra Hinze. An Position zwei startend, von Sigrun Krause als Drittplatzierte in die Spur geschickt, konnte sie die Platzierung halten und übergab als Dritte, jedoch mit nur 5 Sekunden Rückstand auf die führende sowjetische Staffel, an Barbara Petzold. Diese schob sich auf Platz 2 vor und übergab an Veronika Schmidt, die am Ende nur 11 Sekunden hinter Galina Kulakowa ins Ziel kam und damit Silber für die DDR-Staffel gewann. Diese Silbermedaille bedeutete für Petra Hinze zugleich den größten Erfolg ihrer Karriere. Nach diesem Saisonhöhepunkt gewann Hinze noch mit der DDR-Staffel beim traditionsreichen XXIX. Czech-Marusarzówna-Memorial im polnischen Wintersportzentrum Zakopane.
Den ersten Höhepunkt der Saison 1974/75 bildete wieder das Mitte Januar 1975 stattfindende Mühlleitener Damenskirennen, wo Hinze über 10 Kilometer Platz 5 belegte, während es über die 5 Kilometer nur für Platz 16 reichte. In der Staffelentscheidung konnte Hinze jedoch dazu beitragen, das die in der WM-Aufstellung angetretene DDR-Staffel hinter den starken Finninnen Platz 2 belegte. Die DDR-Skimeisterschaften, die Anfang Februar 1975 vor heimischer Kulisse in Oberwiesenthal stattfanden, sahen über die 10 Kilometerstrecke eine Petra Hinze, die nach überstandener Grippe Platz 14 belegte. Über 5 Kilometer jedoch konnte sie etwas überraschend, angesichts ihrer letzten Leistungen, den Meistertitel verteidigen. Und auch in der Staffel konnte Hinze die Goldmedaille entgegennehmen. Allerdings erst nach einer Entscheidung am grünen Tisch, da die eigentliche Siegerstaffel aus Zella-Mehlis disqualifiziert wurde. In der Folge nahm Hinze an gut besetzten Wettkämpfen in Falun und Lahti teil, belegte dort aber immer hintere Ränge. Erst bei den Holmenkollen-Spielen Anfang März setzte sie nochmals ein Ausrufezeichen. Petra Hinze wurde Dritte über die 5-Kilometerstrecke. Beim Czech-Marusarzówna-Memorial in Zakopane trug sie sich über 10 km in die Siegerliste ein. In der Staffel konnte sie mit Christel Meinel und Maron Büchner zusammen den 2. Platz erreichen. Einsätze beim Tatra-Pokal und in Murmansk rundeten die Saison ab.
Für die Folgesaison wurde Petra Hinze nicht mehr in der Nationalmannschaft berücksichtigt, die Olympischen Winterspiele 1976 fanden ohne sie statt. Veronika Schmidt und Monika Debertshäuser waren leistungsmäßig an ihr vorbeigezogen und gewannen mit Sigrun Krause und Barbara Petzold bei Olympia Staffelbronze.

## Privates
Die mittlerweile verheiratete Petra Bartels arbeitete später bei der Gemeindeverwaltung Bockau. Im Zuge von Gebietsreformen ist sie mittlerweile als Verwaltungsfachangestellte bei der Gemeinde Zschorlau im Bereich Bauverwaltung tätig.